# プロタシオ・ディー
プロタシオ・ディー（Protacio Dee、本名不明、生年月日不明）は1960年代半ばから1990年代末にフィリピンで活動した俳優。
キャリアの初期の頃にはプロタシオ・デイ(Protacio Dy)とクレジットされたこともあり、シルヴァー・スター・フィルム社の『明日なき最前線/スラッシュ』(1984年/未/ビデオ)ではパトリック・リー(Patrick Lee)、『ローンウルフ/怒りの戦場』(1986年/未/ビデオ)ではダン・ディー(Dan Dee)、ジェームズ・グリッケンハウス監督の『マクベイン』(1991年)ではプロタシオ・トニー・ディー(Protacio Tony Dee)とクレジットされている。

## 来歴

### 俳優としてのキャリア
1966年から1997年までの映画出演歴が確認され、インターネット・ムービー・データベースによると60数作品に上る。フィリピン・ローカルのタガログ語映画からマーシャル・アーツ物や戦争物、喜劇まで主に娯楽作品の脇役を務めた。坊主頭で登場することが多く、加齢と共にほぼスキンヘッドになった。1980年代以前の作品群は日本で殆どが未公開で、全容の把握は困難である。また、1980年代以降の出演作品は幾本かがビデオ発売され、接することが可能である。

### 米国映画と疑似米国映画に出演して
1982年には香港資本の『サバイバル・ジャングル/失われた黄金』(未/ビデオ)ではハロルド坂田の部下である日本軍の残党に扮し、翌1983年のイタリア映画『ザ・ゴールデンコブラ(ハンターズ/失われたゴールデンコブラ)』(未/ビデオ)では二重スパイでもある日本軍将校のヤマト役の大役に抜擢され、フィリピン俳優で外国映画出演もあるエリック・キングが同僚を演じていた。また、この存在感が認められ、アントニオ・マルゲリーティ監督の『狼どもの戦場(コマンドー軍団3)』(1984年/未/ビデオ/テレビ放映)の悪徳将軍、蛮族の首領に扮した『ジャングル・レイダース/黄金のレジェンド』(1984年/未/ビデオ)に連続起用された。他にもチャック・ノリス主演の『地獄のヒーロー』(1984年)やショー・コスギ主演の『デス・オブ・ザ・ニンジャ/地獄の激戦』(1984年/未/ビデオ)といった米国映画の端役で出演した。これらでは悪役が殆どだった。
疑似米国映画専門のシルヴァー・スター・フィルム社の『明日なき最前線/スラッシュ』や『ローンウルフ/怒りの戦場』ではカンボジアの軍人を演じ、ゲーリー・ダニエルズ主演のベトナム戦争物の『ファイナル・ターゲット/血の報復』(1988年/未/ビデオ)では米軍に殺された娘の復讐に燃えるヴェトナム軍人を演じた。シリオ・H・サンティアゴ監督の『デストロイヤー』(1985年/未/ビデオ)にもストリート・ファイター役でワンカット出演しており、筋骨隆々たる上半身を見せている。
『マクベイン』にも出演していた
1991年には米国のジェームズ・グリッケンハウス監督がフィリピンと合作した『マクベイン』の脇役で出演した。ヴェトナム帰りの男達が南米コロンビアの革命騒ぎに首を突っ込む内容の戦争アクション映画で、爆発シーンも派手だった。ディーの役どころは主人公を処刑しようとする北ヴェトナム軍の将校役で、回想場面に登場する。

### 日本映画界とのつながり
1980年代末には和田勉が監督した日本とフィリピン合作『ハリマオ』(1988年)の端役に起用された。横須賀昌美と竹内力主演の東映Vシネマ『ダブルアクション．45』(1993年)では、横須賀が演じる主人公の父親役で出演し、台詞が日本語に吹き替えられていた。因みに、先述の『ザ・ゴールデンコブラ』でも日本語に吹き替えられている。
関川夏央と谷口ジローのコンビの漫画が原作の『事件屋稼業』(1992年/Vシネマ)にも端役出演し、『ハリマオ』にも出ていたフィリピン俳優のレオ・ガンボアも助演していた。制作はジャパン・ホーム・ビデオで、室賀厚監督の『ブローバック2/夕陽のギャングたち』(1992年/Vシネマ)で好演した菅田俊が主演し、菅田も『ハリマオ』にも端役出演していた縁がある。

### フィルモグラフィ
1977年
・『バイオニック・ボーイ』（未ソフト化）ボビー・A・スアレス監督、マリー・リー出演
1982年
・『サバイバル・ジャングル/失われた黄金』（未/ビデオ）（クレジットなし）アラン・バーキンショウ監督、ステュアート・ホイットマン、エドマンド・パードム、ラウラ・ジェムザー、ウッディー・ストロード、ハロルド坂田、渡辺ケン、ジム・ゲインズ出演
1983年
・『ザ・ゴールデンコブラ（ハンターズ/失われたゴールデンコブラ）』（未/ビデオ/特別上映）アンソニー・M・ドースン（アントニオ・マルゲリーティ）監督、デーヴィッド・ウォーベック、ジョン・スタイナー、アラン・コリンズ（ルチアーノ・ピゴッツィ）、アルマンタ・サスカ、渡辺ケン出演
1984年
・『明日なき最前線/スラッシュ』（未/ビデオ）ジョン・ゲール（ジュン・ガラルド）監督、ロン・クリストフ（ロマーノ・クリストフ）、マイケル・モンティー（マイク・モンティー）出演
・『デス・オブ・ザ・ニンジャ/地獄の激戦』（未/ビデオ/テレビ放映）エメット・オルストン監督、ショー・コスギ、ブレント・バッフ、ケイン・コスギ、シェーン・コスギ、渡辺ケン出演
・『地獄のヒーロー』ジョゼフ・ジトー監督、チャック・ノリス、M・エメット・ウォルシュ、ジェームズ・ホン出演
・『狼どもの戦場（コマンドー軍団3）』（未/ビデオ/テレビ放映）（クレジットなし）アンソニー・M・ドースン（アントニオ・マルゲリーティ）監督、リュウイス・コリンズ、リー・ヴァン・クリーフ、アーネスト・ボーグナイン、ミムジー・ファーマー、クラウス・キンスキー、ルチアーノ・ピゴッツィ出演
・『ジャングル・レイダース/黄金のレジェンド』（未/ビデオ）（クレジットなし）アンソニー・M・ドースン（アントニオ・マルゲリーティ）監督、クリストファー・コネリー、マリーナ・コスタ、リー・ヴァン・クリーフ、アラン・コリンズ（ルチアーノ・ピゴッツィ）、マイク・モンティー出演
1985年
・『デストロイヤー』（未/ビデオ）（クレジットなし）シリオ・H・サンティアゴ監督、リチャード・ヒル出演
1986年
・『ローンウルフ/怒りの戦場』（未/ビデオ）テディー・ページ監督、ロバート・メースン（ロバート・マリウス）、ジム・ゲインズ出演
・『ニンジャ小僧と侍の刀』（未ソフト化）
1988年
・『ザ・コマンダー』（未ソフト化）（クレジットなし）アンソニー・M・ドースン（アントニオ・マルゲリーティ）監督、リュウイス・コリンズ、マンフレード・レーマン、リー・ヴァン・クリーフ、ドナルド・プレザンス、ブレット・ハルゼイ、ジョン・スタイナー、ロマーノ・プッポ、ボビー・ローズ、マイク・モンティー出演
・『ファイナル・ターゲット/血の報復』（未/ビデオ）テッド・ヘミングウェイ（テディー・ページ）監督、ゲーリー・ダニエルズ、ジム・ゲインズ、デーヴィッド・ライト出演
・『ハリマオ』和田勉監督、陣内孝則、ジェームズ・パックス、竹下景子、山崎努、川谷拓三、大谷直子、室田日出男、荒井注、柄本明、鈴木瑞穂、アーニー・セラテ、レオ・ガンボア、サンダー杉山、ブリ＝ブリ、エディー・ガーラン出演
1989年
・『リゲイン/奪還！地獄のコマンドー』（未/ビデオ)（クレジットなし）ポール・D・ロビンスン（イグナチオ・ドルチェ）監督、レブ・ブラウン、チャック・コナーズ、マイク・モンティー出演
1991年
・『マクベイン』ジェームズ・グリッケンハウス監督、クリストファー・ウォーケン、マイケル・アイアンサイド、マリア・コンチータ・アロンソ、スティーヴ・ジェームズ出演
1992年
・『事件屋稼業』（Vシネマ）菅田俊出演
・『ラストプラトーン2』（未/ビデオ/テレビ放映）（クレジットなし）シリオ・H・サンティアゴ監督、ジャン＝マイケル・ヴィンセント出演
1993年
・『ダブルアクション．45』（Vシネマ）宮越澄監督、横須賀昌美、竹内力、中尾彬、アーニー・オルテガ出演
1994年
・『ワンス・アポン・ア・タイム・イン・マニラ』（未ソフト化）